# Campeonato de Wimbledon 1897
La edición 21.º del Campeonato de Wimbledon se celebró entre el 21 de junio y el 1 de julio de 1897 en las pistas del All England Lawn Tennis and Croquet Club de Wimbledon, Londres, Inglaterra.
El cuadro individual masculino lo iniciaron 31 jugadores mientras que el femenino lo iniciaron 8 tenistas.

## Hechos destacados
En la competición individual masculina se impuso el británico Reginald Doherty logrando el primer título que obtendría en el torneo al imponerse en la final al británico Harold Mahony.
En la competición individual femenina la victoria fue para la británica Blanche Bingley logrando el cuarto título que obtendría en Wimbledon al imponerse a la británica Charlotte Cooper.

## Palmarés
| Seniors              | Vencedor                        | Resultado          | Finalista                         | Finalista |
| -------------------- | ------------------------------- | ------------------ | --------------------------------- | --------- |
| Individual masculino | Reginald Doherty                | 6–4, 6–4, 6–3      | Harold Mahony                     |           |
| Individual femenino  | Blanche Bingley                 | 5–7, 7–5, 6–2      | Charlotte Cooper                  |           |
| Dobles masculino     | Reginald Doherty Laurie Doherty | 6–4, 4–6, 8–6, 6–4 | Wilfred Baddeley Herbert Baddeley |           |

## Cuadros Finales

### Torneo individual  femenino
| Predecesor: 1896                                       | Campeonato de Wimbledon 1897 | Sucesor: 1898                                       |
| Predecesor: Campeonato nacional de Estados Unidos 1896 | Grand Slam 1897              | Sucesor: Campeonato nacional de Estados Unidos 1897 |

- Datos: Q1399137